# عبد العزيز المطير (لاعب كرة قدم)
عبد العزيز صالح المطير، لاعب كرة قدم سعودي يلعب حالياً في نادي النهضة.

## مسيرة اللاعب
لعب سابقاً لأندية الهلال والقادسية و الحزم و هجر و الجبلين و الثقبة و النهضة و العربي و العلا.
كانت له تجربة احترافية في نادي لوليتيانو البرتغالي .

## روابط خارجية
- عبدالعزيز المطير على موقع قاعدة بيانات كرة القدم.إي يو (الإنجليزية)
- عبدالعزيز المطير على موقع Soccerway.com (الإنجليزية)
- عبدالعزيز المطير على موقع كووورة